# صموئيل نيمينن
صموئيل نيمينن (بالفنلندية: Samu Nieminen) هو لاعب كرة قدم فنلندي في مركز قلب الدفاع، ولد في 14 يناير 1992 في يوفاسكولا في فنلندا. شارك مع منتخب فنلندا تحت 17 سنة لكرة القدم ومنتخب فنلندا تحت 18 سنة لكرة القدم ومنتخب فنلندا تحت 19 سنة لكرة القدم ومنتخب فنلندا تحت 21 سنة لكرة القدم. أما مع النوادي، فقد لعب مع نادي كرويا باكروييس ونادي يوفاسكولا.